# صفصاف خماسي الأسدية
صفصاف خماسي الأسدية أو صفصاف الخليج (الاسم العلمي: Salix pentandra)، نوع من الصفصاف وفصيلة الصفصافية. مواطنه الأصلية في شمال أوروبا وشمال آسيا.